# 僕のボーガス
『僕のボーガス』（ぼくのボーガス、Bogus）は、1996年にアメリカ合衆国で制作されたヒューマンファンタジー映画。

## ストーリー
サーカス一座の踊り子の一人息子、アルバートは母やサーカスの仲間の中で愛されて育ったが。突然の交通事故によって母を失ってしまう。一座の中でも親代わりが出来る相手もいなく、団員たちは母と同じ里親のもとで育ったキャリアウーマン・ハリエットに懇願したうえで引き取られる事となる。大切な一座の仲間たちとも離れ、初めて孤独を感じたアルバートは移動中の飛行機の中で落書きをしていたところ、自分の書いた顔が突然話しかけて、飛び出してくる。それはアルバートの孤独と母を亡くした悲しみから姿を現したイマジナリーフレンドの「ボーガス」だった。ボーガスが現れた事によりアルバートの孤独が多少和らいだが、ハリエットと出会うと、案の定仕事が多忙な為、アルバートにそっけない態度でギクシャクする。ハリエットも不器用ながら必死にアルバートに心を開こうとするが気持ちのすれ違いから、アルバートはボーガスしか唯一心が開ける相手がいなくなる。ボーガスはアルバートを見守りながらもハリエットと仲良くなるように助言をするが、今の生活が耐えられなくなり、ボーガスの忠告を無視してある日元いたサーカス団へ戻った。だが、そこにはもう居場所がなく、アルバートは正気を失い空想の世界に閉じこもってしまった。途方に暮れるハリエットのもとにボーガスが助けを求めてきた。ボーガスとハリエットは会話を重ねるうちに、アルバートがハリエットにとって大切な存在であることがわかってきた。ハリエットとアルバートが互いを理解したとき、ボーガスはアルバートのもとを離れ、また新たな孤独に苦しんでいる誰かを救いに去っていく。

## キャスト
※括弧内は日本語吹替
- ハリエット・フランクリン - ウーピー・ゴールドバーグ（磯辺万沙子）
- ボーガス - ジェラール・ドパルデュー（玄田哲章）
- アルバート・フランクリン - ハーレイ・ジョエル・オスメント（大谷育江）
- ロレイン・フランクリン - ナンシー・トラヴィス（天野由梨）
- アントワーヌ - デニス・マーシアー（菅生隆之）
- ペニー - アンドレア・マーティン（藤生聖子）
- バベット - ウテ・レンパー（田中敦子）
- ルース・クラーク - シェリル・リー・ラルフ（金野恵子）
- パートリッジ夫人 - バーバラ・ハミルトン（片岡富枝）
- ボブ・モリソン - ケヴィン・ジャクソン（楠大典）
- 校長先生 - アル・ワックスマン（山下啓介）
- 先生 - フィオナ・リード

## スタッフ
- 監督：ノーマン・ジュイソン
- 製作：ノーマン・ジュイソン、アーノン・ミルチャン、ジェフ・ロスバーグ
- 原案：ジェフ・ロスバーグ、フランシス・エックス・マッカーシー
- 脚本：アルヴィン・サージェント
- 撮影：デヴィッド・ワトキン
- 音楽：ケン・アダム、マーク・シャイマン
- 編集：スティーヴン・E・リフキン
- 衣装（デザイン）：ルース・マイヤーズ
- EP：マイケル・ネイサンソン、パトリック・マーキー、ゲイル・フレイザー・ベイゲルマン
- タイトルデザイン：カイル・クーパー
- 字幕：古田由紀子

## 備考
- ウーピー・ゴールドバーグのこの映画と他の映画3本における演技に対し、第17回ゴールデンラズベリー賞最低女優賞に彼女がノミネートされた。

## DVD
- 現在、DVD発売の予定はなくVHS・LDともに廃盤となっている。